# Colômbia nos Jogos Olímpicos de Verão de 1996
A Colômbia competiu nos Jogos Olímpicos de Verão de 1996 em Atlanta, nos Estados Unidos. A delegação foi composta por 48 desportistas.

## Desempenho

### Atletismo
Masculino
| Atleta          | Evento                | Eliminatórias | Eliminatórias | Semifinais  | Semifinais  | Final       | Final       |
| Atleta          | Evento                | Res.          | Pos.          | Res.        | Pos.        | Res.        | Pos.        |
| --------------- | --------------------- | ------------- | ------------- | ----------- | ----------- | ----------- | ----------- |
| William Roldán  | 5000 m                | 14:39.50      | 10º/bat. 1    | Não avançou | Não avançou | Não avançou | Não avançou |
| Herder Vázquez  | 10000 m               | 33:26.15      | 20º/bat. 1    |             |             | Não avançou | Não avançou |
| Carlos Grisales | Maratona              |               |               |             |             | 2:15:56     | 11º         |
| Julio Hernández | Maratona              |               |               |             |             | 2:41:56     | 102º        |
| Héctor Moreno   | 20 km marcha atlética |               |               |             |             | DNF         | DNF         |
| Héctor Moreno   | 50 km marcha atlética |               |               |             |             | 3:54:57     | 16º         |
| Gilmar Mayo     | Salto em altura       | 2,26 m        | 21º           |             |             | Não avançou | Não avançou |

Feminino
| Atleta                                                         | Evento              | Eliminatórias | Eliminatórias | Quartas-de-final | Quartas-de-final | Semifinais  | Semifinais  | Final       | Final       |
| Atleta                                                         | Evento              | Res.          | Pos.          | Res.             | Pos.             | Res.        | Pos.        | Res.        | Pos.        |
| -------------------------------------------------------------- | ------------------- | ------------- | ------------- | ---------------- | ---------------- | ----------- | ----------- | ----------- | ----------- |
| Zandra Borrero                                                 | 100 m               | 11.62         | 5º/bat. 5     | Não avançou      | Não avançou      | Não avançou | Não avançou | Não avançou | Não avançou |
| Mirtha Brock                                                   | 100 m               | 11.83         | 7º/bat. 3     | Não avançou      | Não avançou      | Não avançou | Não avançou | Não avançou | Não avançou |
| Patricia Rodríguez                                             | 200 m               | 23.13         | 4º/bat. 1     | 23.50            | 6º/bat. 4        | Não avançou | Não avançou | Não avançou | Não avançou |
| Felipa Palacios                                                | 200 m               | 24.12         | 7º/bat. 3     | Não avançou      | Não avançou      | Não avançou | Não avançou | Não avançou | Não avançou |
| Ximena Restrepo                                                | 400 m               | DNF           | DNF           | Não avançou      | Não avançou      | Não avançou | Não avançou | Não avançou | Não avançou |
| Ingladini González                                             | Maratona            |               |               |                  |                  |             |             | 2:35:45     | 22º         |
| Mirtha Brock Felipa Palacios Patricia Rodríguez Zandra Borrero | Revezamento 4x100 m | 44.16         | 4º/bat. 1     |                  |                  |             |             | Não avançou | Não avançou |
| Zuleima Aramendiz                                              | Lançamento de dardo | 54,24 m       | 28º           |                  |                  |             |             | Não avançou | Não avançou |

### Boxe
| Atleta         | Peso               | Fase de 32               | Oitavas-de-final        | Quartas-de-final          | Semifinais             | Final                  | Final |
| Atleta         | Peso               | Adversário e resultado   | Adversário e resultado  | Adversário e resultado    | Adversário e resultado | Adversário e resultado | Pos.  |
| -------------- | ------------------ | ------------------------ | ----------------------- | ------------------------- | ---------------------- | ---------------------- | ----- |
| Beibis Mendoza | Mosca-ligeiro      | CAN D. Figliomeni V 12–1 | UKR O. Kiryukhin D 6–18 | Não avançou               | Não avançou            | Não avançou            | =9º   |
| Daniel Reyes   | Mosca              | ETH T. Behonegn V 16–2   | SYR K. Falah V 15–13    | RUS A. Pakeyev D 13–(+13) | Não avançou            | Não avançou            | 5º    |
| Marcos Vernal  | Galo               | MAR H. Nafil D 3–16      | Não avançou             | Não avançou               | Não avançou            | Não avançou            | =17º  |
| Dario Esalas   | Meio-médio-ligeiro | SEY G. Legras D 12–26    | Não avançou             | Não avançou               | Não avançou            | Não avançou            | =17º  |

### Ciclismo de estrada
Masculino
| Atleta        | Evento             | Final            | Final |
| Atleta        | Evento             | Tempo            | Pos.  |
| ------------- | ------------------ | ---------------- | ----- |
| Ruber Marín   | Corrida em estrada | +2:49            | 47º   |
| Javier Zapata | Corrida em estrada | +2:54            | 84º   |
| Óscar Giraldo | Corrida em estrada | +2:54            | 86º   |
| Dubán Ramírez | Corrida em estrada | DNF              | DNF   |
| Raúl Montana  | Corrida em estrada | DNF              | DNF   |
| Dubán Ramírez | Contra o relógio   | 1:11:18 (+7:13)  | 29º   |
| Javier Zapata | Contra o relógio   | 1:15:09 (+11:04) | 37º   |

Feminino
| Atleta           | Evento             | Final         | Final |
| Atleta           | Evento             | Tempo         | Pos.  |
| ---------------- | ------------------ | ------------- | ----- |
| Maritza Corredor | Corrida em estrada | DNF           | DNF   |
| Maritza Corredor | Contra o relógio   | 42:06 (+5:26) | 24º   |

### Ciclismo de pista
| Atleta                                               | Evento                  | Qualificação | Qualificação | Quartas-de-final       | Semifinal              | Final                  |             |
| Atleta                                               | Evento                  | Tempo        | Posição      | Adversário e resultado | Adversário e resultado | Adversário e resultado |             |
| ---------------------------------------------------- | ----------------------- | ------------ | ------------ | ---------------------- | ---------------------- | ---------------------- | ----------- |
| Jhon García Marlon Pérez Yovani López José Velásquez | Perseguição por equipes | 4:26.400     | 17º          | Não avançou            | Não avançou            | Não avançou            | Não avançou |

| Atleta       | Prova              | Pontos/Voltas | Pos. |
| ------------ | ------------------ | ------------- | ---- |
| Marlon Pérez | Corrida por pontos | DNF           | DNF  |

### Ciclismo Mountain Bike
Masculino
| Atleta     | Evento        | Final   | Final |
| Atleta     | Evento        | Tempo   | Pos.  |
| ---------- | ------------- | ------- | ----- |
| Jhon Arias | Cross-country | 2:42:04 | 23º   |
| Juan Arias | Cross-country | 2:50:44 | 34º   |

### Esgrima
Masculino
| Atleta          | Prova             | Primeira fase            | Segunda fase            | Oitavas-de-final       | Quartas-de-final       | Semifinais             | Final                  | Final |
| Atleta          | Prova             | Adversário e resultado   | Adversário e resultado  | Adversário e resultado | Adversário e resultado | Adversário e resultado | Adversário e resultado | Pos.  |
| --------------- | ----------------- | ------------------------ | ----------------------- | ---------------------- | ---------------------- | ---------------------- | ---------------------- | ----- |
| Mauricio Rivas  | Espada individual |                          | USA J. Carpenter V 15–9 | FRA J-M. Henry D 11–15 | Não avançou            | Não avançou            | Não avançou            | 13º   |
| Juan Miguel Paz | Espada individual | USA J. Carpenter D 11–15 | Não avançou             | Não avançou            | Não avançou            | Não avançou            | Não avançou            | 41º   |

### Halterofilismo
Masculino
| Atleta                | Categoria | Arranque | Arranque | Arremesso | Arremesso | Total | Total |
| Atleta                | Categoria | Kg       | Pos.     | Kg        | Pos.      | Kg    | Pos.  |
| --------------------- | --------- | -------- | -------- | --------- | --------- | ----- | ----- |
| Juan Carlos Fernández | Até 54 kg | 110,0    | =9º      | 145,0     | =5º       | 255,0 | 8º    |
| Nelson Castro         | Até 54 kg | 105,0    | =14º     | 130,0     | =16º      | 235,0 | 16º   |
| Roger Berrio          | Até 64 kg | 122,5    | =24º     | 155,0     | =22º      | 277,5 | 26º   |
| Álvaro Velasco        | Até 76 kg | 145,0    | 15º      | 180,0     | =10º      | 325,0 | 12º   |
| Deivan Valencia       | Até 99 kg | 152,5    | =20º     | 195,0     | 15º       | 347,5 | 18º   |

### Hipismo
Saltos
| Atleta           | Cavalo    | Evento            | Qualificação | Qualificação | Qualificação | Qualificação | Qualificação | Qualificação | Final       | Final       |
| Atleta           | Cavalo    | Evento            | Rodada 1     | Rodada 1     | Rodada 2     | Rodada 2     | Rodada 3     | Rodada 3     | Final       | Final       |
| Atleta           | Cavalo    | Evento            | Pen.         | Pos.         | Pen.         | Pos.         | Pen.         | Pos.         | Pen.        | Pos.        |
| ---------------- | --------- | ----------------- | ------------ | ------------ | ------------ | ------------ | ------------ | ------------ | ----------- | ----------- |
| Manuel Torres    | Cartagena | Saltos individual | 12,00        | =58º         | 12,00        | =42º         | 0,00         | =1º          | Não avançou | Não avançou |
| Alejandro Davila | Ejemplo   | Saltos individual | 16,00        | 68º          | 36,25        | 72º          | DNF          | DNF          | Não avançou | Não avançou |

### Lutas
Masculino
| Atleta               | Categoria               | Fase de 32                    | Oitavas-de-final                         | Quartas-de-final       | Semifinais             | Final                  | Final |
| Atleta               | Categoria               | Adversário e resultado        | Adversário e resultado                   | Adversário e resultado | Adversário e resultado | Adversário e resultado | Pos.  |
| -------------------- | ----------------------- | ----------------------------- | ---------------------------------------- | ---------------------- | ---------------------- | ---------------------- | ----- |
| José Escobar         | Greco-romana até 68 kg  | USA R. Smith D 1–6            | Repescagem: ARM S. Manukyan D 0–12 (SUP) | Não avançou            | Não avançou            | Não avançou            | =21º  |
| Juan Diego Giraldo   | Greco-romana até 100 kg | UKR G. Saldadze D 0–4 (F)     | Repescagem: VEN E. Suárez D 0–3          | Não avançou            | Não avançou            | Não avançou            | =17º  |
| José Manuel Restrepo | Livre até 48 kg         | ARM A. Mkrtchyan D 0–10 (SUP) | Repescagem: MKD V. Sokolov D 4–15 (SUP)  | Não avançou            | Não avançou            | Não avançou            | 15º   |

### Natação
Masculino
| Atleta             | Evento          | Eliminatórias | Eliminatórias | Final       | Final       |
| Atleta             | Evento          | Res.          | Pos.          | Res.        | Pos.        |
| ------------------ | --------------- | ------------- | ------------- | ----------- | ----------- |
| Diego Perdomo      | 100 m livre     | 53.01         | 54º           | Não avançou | Não avançou |
| Diego Perdomo      | 100 m borboleta | 55.08         | 30º           | Não avançou | Não avançou |
| Alejandro Bermúdez | 400 m livre     | 3:57.45       | 21º           | Não avançou | Não avançou |
| Alejandro Bermúdez | 400 m medley    | 4:27.97       | 13º           | Não avançou | Não avançou |
| Mauricio Moreno    | 100 m peito     | 1:05.22       | 32º           | Não avançou | Não avançou |
| Armando Serrano    | 200 m medley    | 2:09.67       | 33º           | Não avançou | Não avançou |

Feminino
| Atleta          | Evento      | Eliminatórias | Eliminatórias | Final       | Final       |
| Atleta          | Evento      | Res.          | Pos.          | Res.        | Pos.        |
| --------------- | ----------- | ------------- | ------------- | ----------- | ----------- |
| Isabel Ceballos | 100 m peito | 1:14.75       | 38º           | Não avançou | Não avançou |
| Isabel Ceballos | 200 m peito | 2:36.94       | 30º           | Não avançou | Não avançou |

### Tiro
Masculino
| Atleta         | Evento             | Eliminatórias | Eliminatórias | Final       | Final       |
| Atleta         | Evento             | Res.          | Pos.          | Res.        | Pos.        |
| -------------- | ------------------ | ------------- | ------------- | ----------- | ----------- |
| Bernardo Tovar | Pistola de ar 10 m | 577           | =19º          | Não avançou | Não avançou |
| Bernardo Tovar | Tiro rápido 25 m   | 565           | 23º           | Não avançou | Não avançou |
| Bernardo Tovar | Pistola livre 50 m | 558           | =16º          | Não avançou | Não avançou |
| Danilo Caro    | Fossa olímpica     | 118           | =31º          | Não avançou | Não avançou |

Legenda
| Recorde mundial      | Recorde mundial (World record)               |                       | Recorde africano                      | Recorde africano (African) |                                           | Q | Classificado por posição (Qualified) |
| Recorde olímpico     | Recorde olímpico (Olympic record)            | Recorde da América    | Recorde da América (Americas)         | q                          | Classificado por melhor tempo (Qualified) |   |                                      |
| Melhor marca do ano  | Melhor marca do ano (World leading)          | Recorde asiático      | Recorde asiático (Asian)              | DNS                        | Não largou (Did not start)                |   |                                      |
| Recorde nacional     | Recorde nacional (National record)           | Recorde europeu       | Recorde europeu (European)            | DNF                        | Não terminou (Did not finish)             |   |                                      |
| Recorde pessoal      | Recorde pessoal do atleta (Personal best)    | Recorde da Oceania    | Recorde da Oceania (Oceania)          | DSQ / DQ                   | Desclassificado (Disqualified)            |   |                                      |
| Recorde da temporada | Recorde da temporada do atleta (Season best) | Recorde sul-americano | Recorde sul-americano (South America) | NM                         | Sem marca (No mark)                       |   |                                      |